# Flaga Grenady
Flaga Grenady – została przyjęta w dniu 7 lutego 1974, na znak uzyskania przez Grenadę niepodległości od korony brytyjskiej.
Jej proporcje to 3:5 (na lądzie) i 1:2 (na morzu).

## Symbolika i wygląd
Sześć żółtych gwiazd w czerwonej ramce symbolizuje sześć regionów, zwanych parafiami (dawna jednostka administracyjna używana w części krajów anglosaskich). Środkowa gwiazda na tle czerwonego okręgu symbolizuje stolicę państwa, którą jest Saint George’s. Symbol widniejący w lewym zielonym trójkącie symbolizuje ząbek gałki muszkatołowej, która jest jedną z głównych przypraw uprawianych w Grenadzie.
Poszczególne kolory symbolizują:
- czerwony – odwagę i witalność
- żółty – mądrość i ciepło
- zielony – harmonię i rolnictwo.

Flaga została zaprojektowana przez grenadzkiego artystę plastyka Anthony’ego C George.

## Flagi historyczne

Flaga w latach 1875–1903
Flaga w latach 1903–1967
Flaga w latach 1967–1974